# 마츠모토 리나
마츠모토 리나(松本 梨奈,まつもと りな, 1993년 9월 3일 - )는 일본 여성 아이돌 그룹 전 SKE48의 멤버이다. SKE48 팀KII 졸업.

## 개요
- 전 SKE48 팀KII 멤버 AKS 소속.

- 2014년 5월 29일
- SKE48 팀S 데구치 아키/SKE48 팀E 이구치 시오리.키토 모모나.카네코 시오리와 SKE48 졸업.